# Тулей (аэропорт)
Тулей — бывший аэропорт местных воздушных линий, расположенный вблизи  посёлка Жаслык на северо-западе Узбекистана, в республике Каракалпакстан.
Аэродром «Тулей» 3-го класса, был способен принимать самолёты Ан-24, Ан-28, Ан-2 и все более лёгкие, а также вертолёты всех типов.
С 1960-х до начала 1990-х аэропорт принимал пассажирские авиарейсы на самолётах Ан-2 по местным воздушным линиям  из Муйнака, Нукуса, Ургенча.
С 1990-х годов используется как посадочная площадка при проведении авиационных работ.
В окрестностях посёлка имеется также военный аэродром (заброшенный в 1990-х).